# Adam Boreel
Adam Boreel (Middelburg, 1603 - Amsterdam juni 1665) was een Nederlandse theoloog, Hebraïcus en misschien ook alchemist. Boreel was een van de oprichters van het "Collegianten" College van Amsterdam.

## Biografie
Boreel was de zoon van Jacob Boreel (1552-1636), onder andere raad en burgemeester van Middelburg en diens tweede vrouw Maria Gremminck (1560-1606).
Boreel werd bevestigd in de Nederduits Gereformeerde Kerk, maar brak daarmee in een onbekend jaar. In zijn werk Ad legem et testimonium (1645), neemt hij het sola scriptura-standpunt in dat geen enkele religieuze autoriteit erkend moet worden behalve de Bijbel. Hij werd daarop aangevallen door Johannes Hoornbeeck (Apologia pro ecclesia Christiana non apostatica 1647), en Samuel Maresius.
Boreel maakte bijzonder diepgaande studie van het Jodendom, met als ultiem doel het bekeren van joden tot het (protestante) geloof. Daarbij werkte hij samen met Menasseh ben Israel en Juda Leon Templo. Een belangrijk project was het vertalen van de Mishnah. Een project dat veel publieke belangstelling wekte was het bouwen van een model van de Tempel van Salomo. Het model van de Tempel werd in het huis van Templo tentoongesteld in zijn huis aan de Korte Houtstraat samen met een model van het tabernakel uit de Tempel en kon tegen betaling bezichtigd worden.
Rond 1646 richtte Boreel een vrijspeekcollege op. Tot Boreels medestanders behoorden Petrus Serrarius, een millenniarist en chiliast, Baruch Spinoza, die met een aantal Collegianten contact had, nadat hij was verstoten door de Amsterdamse Joodse gemeenschap, en Henry Oldenburg, de secretaris van de Royal Society. De aanhangers werden ook wel Boreelisten genoemd. Andere Boreelisten waren Daniel van Breen, Michiel Coomans, Jacob Otto van Halmael en de Mennoniet Galenus Abrahamsz de Haan, een chemicus.
Boreel stond ook in contact met de Schotse irenische theoloog John Dury en Jan Amos Comenius. Het geleerde gezelschap was een randgroep. Ze schijnen vertegenwoordigers te zijn van de Derde Macht en ondernamen pogingen om het protestantisme op een lijn te krijgen met wetenschappelijk scepticisme.
Er was aan beide zijden van de Noordzee veel belangstelling voor Boreels werk; hij werd verschillende keren in Engeland uitgenodigd in de periode 1655-1660. Opvallend genoeg was het tijdens het bewind van Oliver Cromwell, op zijn eerste bezoek, dat hij in de gevangenis gezet werd wegens zijn ideeën. Bij latere bezoeken was dat geen probleem. Hij behoorde tot de kring van correspondenten rondom Samuel Hartlib, de "Hartlibians".
Vanaf 1660 wordt het moeilijker om onderscheid te maken tussen de Collegianten en andere bewegingen zoals de Quakers, Unitarisme, and Socinianisme.
Adam Boreel had ook aantrekkingskracht op Ole Borch, een Deense medicus en alchemist, die rond 1662 in Amsterdam verbleef. Het is onwaarschijnlijk dat Boreel de Italiaanse alchemist Giuseppe Francesco Borri niet heeft gekend, die een praktijk had gevestigd in Amsterdam. In een onbekend jaar vertrok Borri, in het bezit van een grote hoeveelheid geld en juwelen, als een dief in de nacht naar Kopenhagen.
Boreel is overleden in zijn huis op de Prinsengracht (234?), niet ver van de Lauriergracht. Robert Boyle liet een transcriptie van Boreel's manuscripten maken en bevinden zich in het archief van de Royal Society. De lensen die Boreel had geslepen, werden verkocht